# Cubieboard2
Cubieboard2 est un nano-ordinateur sous forme d'ordinateur à carte unique (SMC), il fonctionne majoritairement autour de logiciels libres, mais n'est pas considéré comme du matériel libre, successeur du Cubieboard, sorti le 19 juin 2013, basé sur un SoC AllWinner A20, comportant 2 cœurs CPU ARM Cortex-A7 MPCore à 1 GHz et 2 cœurs GPU Mali-400 MP2 et développé au sein de CubieTech Limited (chinois : 方糖科技 ; pinyin : fāngtáng kējì ; litt. « Morceau de sucre technique », Cubie fait donc référence aux parallélépipèdes sucrés).
Comme la première Cubieboard, elle suit la norme environnementale RoHS (pas de plomb, cadmium, mercure, polybromobiphényle…)
On ne peut considérer que la Cubieboard soit du matériel libre, puisque bien que les schémas fonctionnels soient fournis, il n'y a pas de licence (elle ne peut donc pas être libre, ni propriétaire), et les sources du circuit imprimé ne sont pas non plus fournis.

## Systèmes d'exploitation
Par défaut la carte est livrée avec une version adaptée d'Android. Comme celui-ci est basé sur Linux, il est également possible d'installer d'autres distributions basées sur Linux. Les efforts de la communauté Linux-Sunxi ont permis de proposer des pilotes à source ouverte pour la majorité des périphériques.
Parmi les différents systèmes déjà portés, disponibles en images NAND (à flasher sur la BROM interne) ou carte SD, pouvant également fonctionner sur un disque dur (ou SSD), on peut citer :
- Différentes adaptations de Debian (Cubian, Cubieez…) et dérivées :
  - Différentes adaptations de variations d'Ubuntu (Lubuntu desktop  et Lubuntu Server basés sur le travail de Linaro).
  - Kali Linux
- Une adaptation de Fedora (anciennement Redhat).
- Arch Linux
- OpenBSD via le nouveau port armv7
- Mer, le système dérivé de MeeGo